# Пренцлауэр-Берг

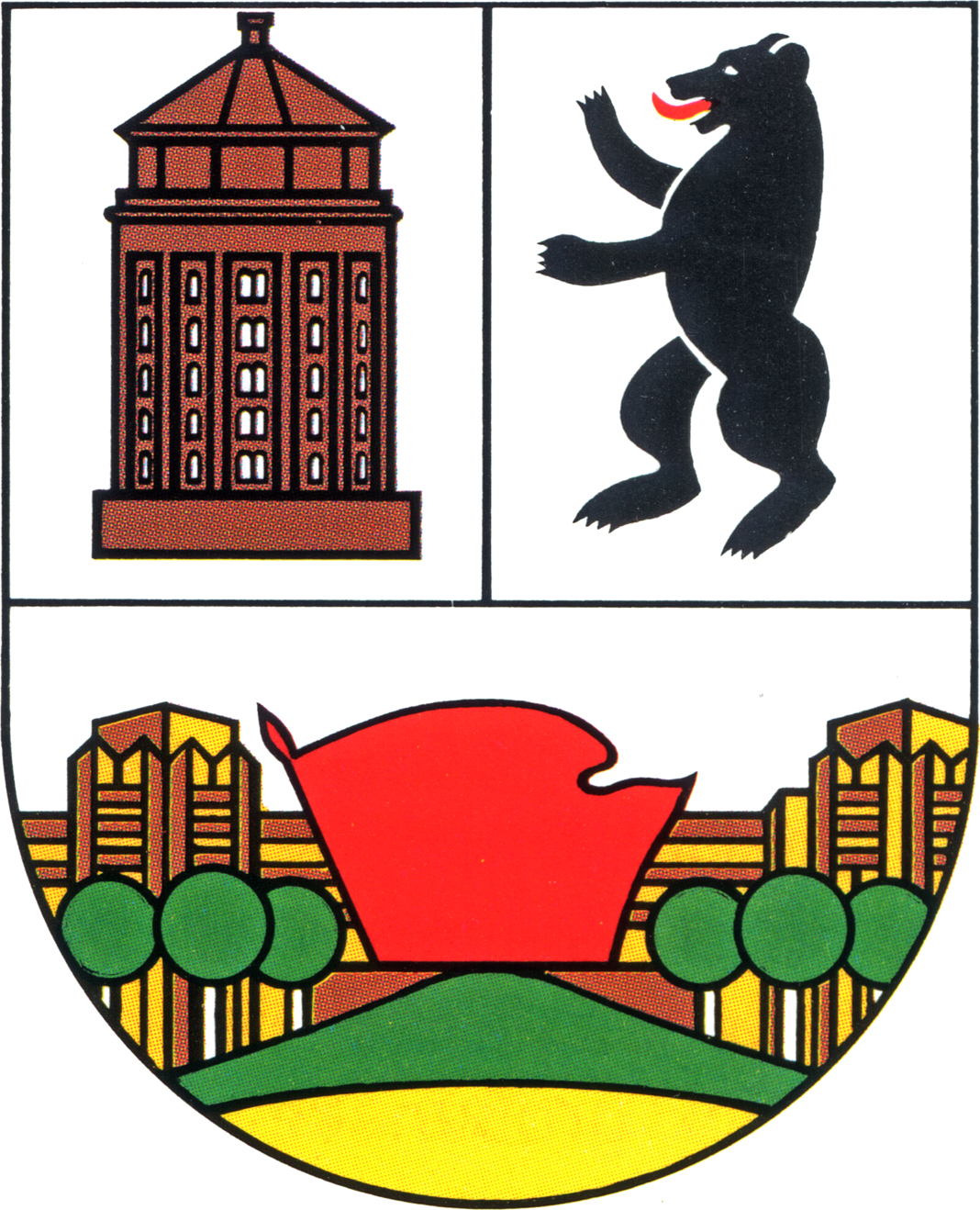
Герб с 1987 до 1992 года

Герб с 1992 до 2001 года

Пренцла́уэр-Берг (нем. Prenzlauer Berg) — район Берлина. Пренцлауэр-Берг был самостоятельным и независимым городским округом со времени образования Большого Берлина в 1920 году, но после административной реформы 2001 года Пренцлауэр-Берг объединили с другими северо-восточными районами столицы Германии в новый самый большой по численности населения административный округ Берлина — Панков.

## Расположение
Район Пренцлауэр-Берг расположен в центре Восточного Берлина, входит в укрупнённый северо-восточный административный округ Панков и граничит с другими берлинскими административными округами: на западе и юго-западе — с Митте, на юге — с Фридрихсхайн-Кройцбергом, на востоке — с Лихтенбергом. Внутри своего административного округа Пренцлауэр-Берг соседствует с районами: Панков и Вайсензее.

## Наименование

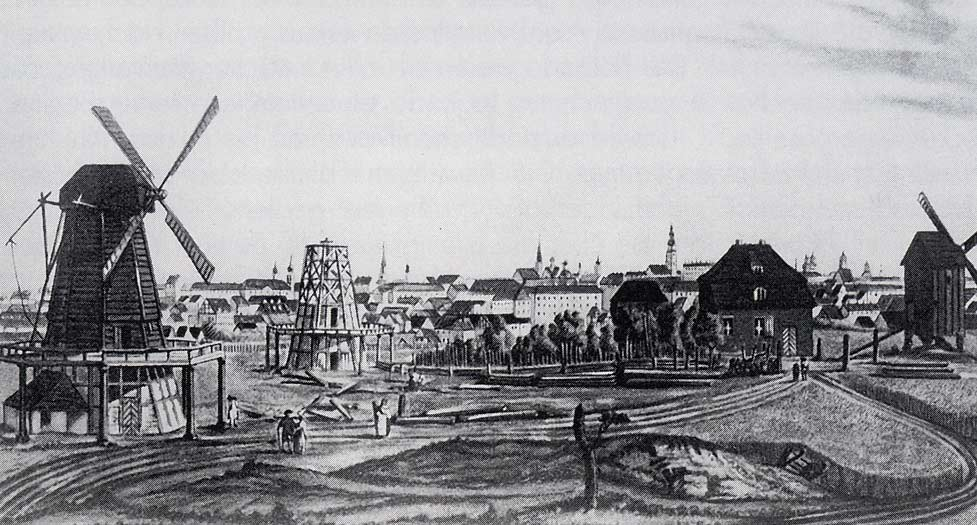
Виндмюленберг.
Рисунок, около 1800 года

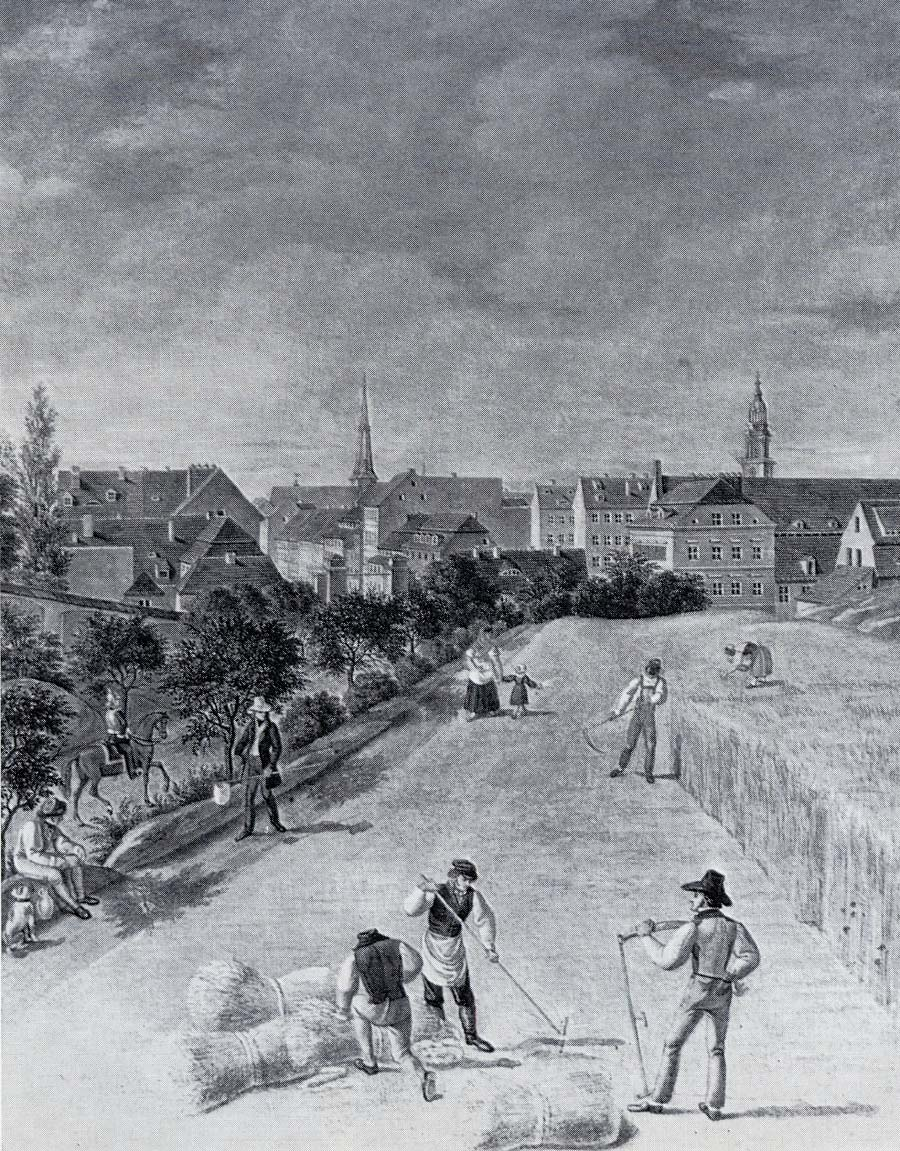
Местность перед Пренцлауэр-Тор.
Акварель, около 1847 года

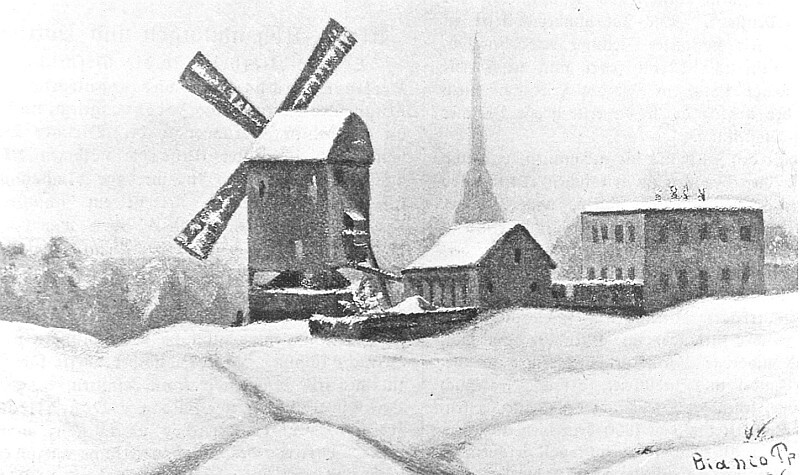
Пренцлауэр-Берг, Виндмюленберг.
Фотоархив 1896 года

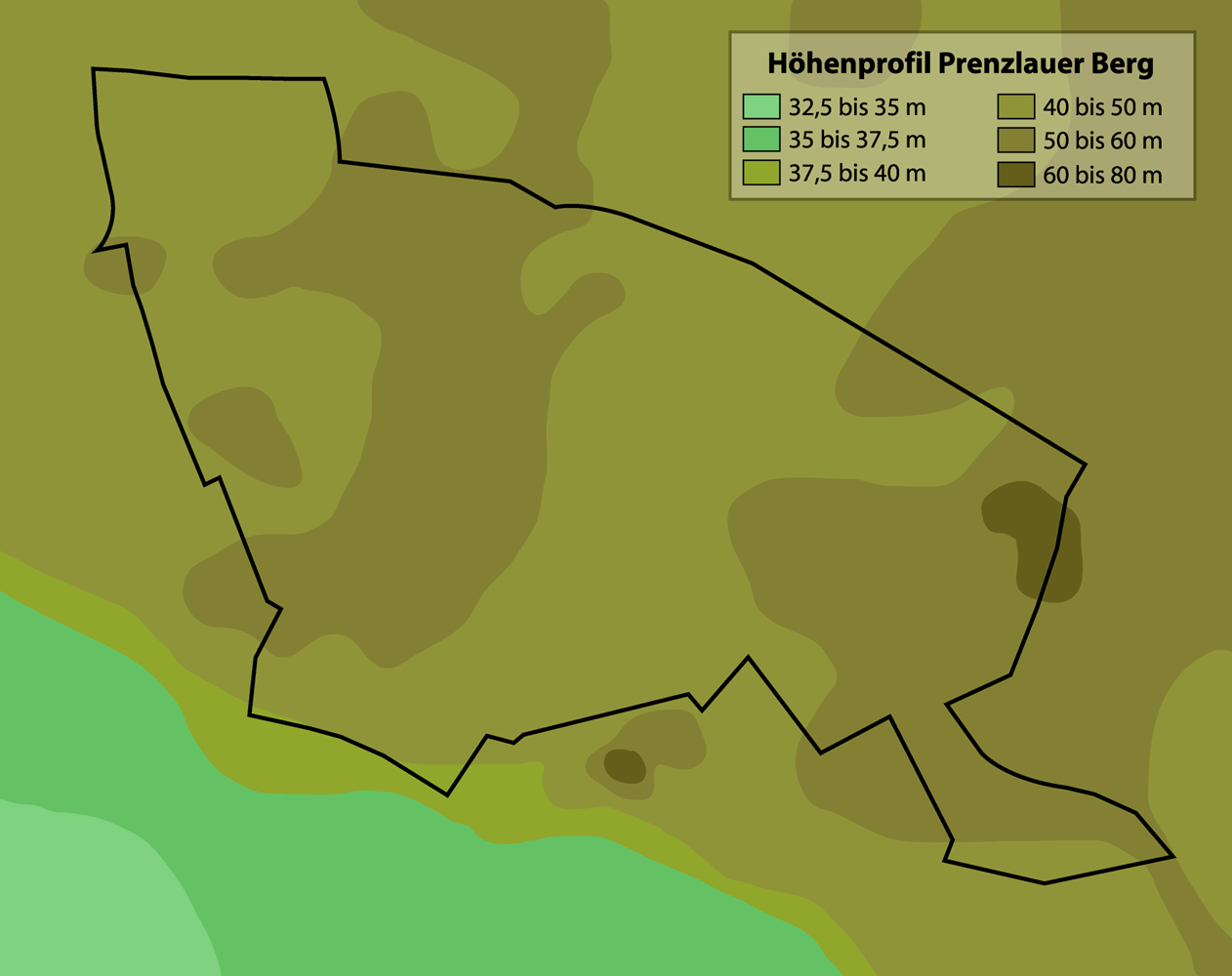
Высотный профиль Пренцлауэр-Берга.

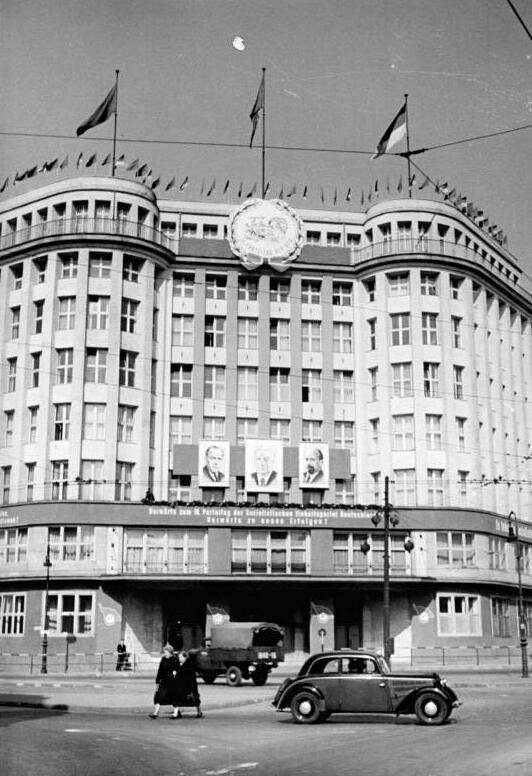
Пренцлауэр-Тор. Здание ЦК СЕПГ во времена ГДР.
Фотоархив 1954 года

В переводе на русский язык слово «Берг» (нем. Berg) означает «гора». Поэтому название района можно перевести как «Пренцлауская гора», но такое словосочетание неупотребительно. Местные жители чаще называют свой район одним словом Пре́нцльберг (нем. Prenzlberg).
Впервые наименование Пренцлауэр-Берг упоминается в документе, датированном 1826 годом.
Первоначальное же название этих мест было Ви́ндмюленберг (нем. Windmühlenberg) — «Гора ветряных мельниц». Здесь было довольно много мельниц, построенных как правило на возвышениях. Рельеф местности в этом районе отнюдь не равнинный, что показано на таблице высотного профиля Пренцлауэр-Берга. После Второй мировой войны к природным возвышенностям здесь добавились искусственно созданные холмы из собранного руинного мусора, засыпанные землей и засаженные деревьями, например, в народном парке с одноимённым названием — Пренцлауэр-Берг, где самая высокая точка района достигает 91 м над уровнем моря.
Вторая часть наименования района — Пренцлауэр — объясняется тем, что проходящая здесь ключевая магистраль Пренцлауэр-аллее (нем. Prenzlauer Allee) ведёт на северо-восток в сторону города Пре́нцлау (нем. Prenzlau), районного центра в федеральной земле Бранденбург.
Для въезда в старый Берлин на этом участке местности были построены ворота Пренцлауэр-Тор (нем. Prenzlauer Tor). Самих ворот давно нет, но их название сохранилось по сей день и относится к началу Пренцлауэр-аллее. Отделяющая Пренцлауэр-Берг от соседнего района Митте улица Торштрассе (нем. Torstraße — «улица Ворот») своим наименованием тоже напоминает о том, что здесь в своё время стояли городские ворота (Пренцлауэр-Тор и Шёнхаузер-Тор).

## Жизнь. Культура. Субкультура

### Архитектурный облик
В Пренцлауэр-Берге во время Второй мировой войны полностью было уничтожено относительно немного зданий, поэтому сегодня это почти однородный район старой городской застройки. Более 300 зданий относятся к архитектурным памятникам, многие из них были построены в эпоху грюндерства или в начале XX века, например, церковь Благословения. Самое старое здание Пренцлауэр-Берга — дом 77 на Кастаниеналлее (нем. Kastanienallee) относится к периоду до 1848 года. Около 80 % всех жилых домов было построено до середины 20-го века.
К настоящему времени в районе отреставрированы многие церкви различных христианских конфессий, например, католическая церковь Херц-Йезу-Кирхе (нем. Herz-Jesu-Kirche) на Фербеллинер-штрассе (нем. Fehrbelliner Straße), построенная в 1897—1898 годы по проекту архитектора Кристофа Хеля (нем. Christoph Hehl), евангелическая церковь Иммануилкирхе (нем. Immanuelkirche), построенная в 1891—1893 годы на Пренцлауэр-аллее (нем. Prenzlauer Allee) по проекту архитектора Бернхарда Кюна (нем. Bernhard Kühn). Открыта после реставрации
самая большая в Германии синагога, построенная в 1903—1904 годы на Рикештрассе (нем. Rykestrasse) по проекту архитектора Йоханна Хёнигера (нем. Johann Hoeniger).
|  |  |  |  |  |
|  |  |  |  |  |

Немецкий архитектор Людвиг Хофман спроектировал немало зданий разного назначения, украшающих сегодняшний Пренцлауэр-Берг, например: построенные в 1899—1902 годы городские бани с бассейном на Одербергер-штрассе (нем. Oderberger Straße), гимназия на Дункерштрассе (нем. Dunckerstraße) имени Генриха Шлимана, построенная в 1910—1913 годы.
|  |  |  |
|  |  |  |

В прошлом Пренцлауэр-Берг славился своим производством пива. К хорошо сохранившимся образцам строительного искусства XIX века относятся бывшие пивоварни (нем. Brauerei), носившие имена своих владельцев. Шультхайс-Брауэрай (нем. Schultheiss-Brauerei) на Шёнхаузер-аллее, вошедшая с 1974 года в список памятников архитектуры, в настоящее время превращена в «Культурбрауэрай» (нем. Kulturbrauerei). В этом ансамбле зданий кроме дискотеки и всевозможных закусочных заведений можно найти во внутренних двориках многозальный кинотеатр, выставочные помещения и театр. Сцена предоставляется здесь также не совсем обычному театру, в спектаклях которого участвуют актёры-инвалиды (с синдромом Дауна). Пивоварня «Пфефферберг» на Зенефельдерплац, принадлежавшая баварскому пивовару Йозефу Пфефферу (нем. Joseph Pfeffer), знаменитая своими глубокими подвалами для охлажения пива, сейчас тоже превращена в комплекс, где соседствуют искусство и гастрономия.
|  |  |  |
|  |  |  |

Между Грайфсвальдер-штрассе и Пренцлауэр-аллее с 1874 по 1981 годы располагался перерабатывающий завод по производству коксового газа. Ежедневная пыль, копоть и выбросы газов в атмосферу загрязняли окружающую среду. Завод был закрыт, в 1984 году был взорван последний газгольдер. Для улучшения экологии района в 1986 году к столетнему юбилею Эрнста Тельмана (годы жизни 1886—1944) на этом месте был создан Эрнст-Тельман-парк с прилегающим к нему жилым массивом и Планетарием. Обширный комплекс, возведённый под руководством архитектора Эрхарда Гисске (нем. Erhardt Gißke), должен был повысить престиж ГДР. К празднованию в 1987 году 750-летия Берлина была выпущена юбилейная марка с этим новым графическим символом Восточного Берлина, который в том же году был включен в герб Пренцлауэр-Берга (с 1987 до 1992 года).
|  |  |  |  |  |

На территории Эрнст-Тельман-парка возле ресторана «У старого газового фонаря» (нем. Zur alten Gaslaterne) в 1986 году установлена созданная Йоханнесом Харбортом (нем. Johannes Harbort) бронзовая скульптурная группа «Берлинские типажи», напоминающая одновременно и о славных пивных традициях района, и о том, что здесь когда-то был завод, перерабатывающий газ в том числе и для газовых фонарей.
После ликвидации газового завода сохранилось его административное здание с непривычными для Берлина деревянными «Тбилисскими балконами», выходящее фасадом на Данцигер-штрассе (нем. Danziger Straße). В 1986 году по соседству появилось одноэтажное строение, имеющее форму восьмиугольника, названное ВАБЕ (нем. WABE), что в переводе означает «пчелиные соты».
В этих двух зданиях размещается культурный центр Эрнст-Тельман-парка, предоставляющий свои помещения различным творческим объединениям. Среди них — «Театр под крышей» (нем. Theater unterm Dach), «Молодёжный театр» (нем. Jugendtheateretage), различные художественно-творческие мастерские (нем. Kunstwerkstätten), «Галерея в партере» (нем. Galerie Parterre), «Школа танцев» (нем. TanzZwiEt).
Центром ночной жизни современного молодёжного Пренцлауэр-Берга стал перекресток, где Шёнхаузер-аллее встречается с Данцигер-штрассе, переходящей в Эберсвальдер-штрассе и с Паппельаллее (с тополиной аллеей), переходящей в Кастаниеналлее (в каштановую аллею). Берлинское обозначение этого места «Угол Шёнхаузер» (нем. Ecke Schönhauser) было широко растиражировано благодаря культовому фильму с одноимённым названием (киностудия ДЭФА, 1957 год). Наименование Шёнхаузер-аллее объясняется направленностью этой старинной дороги из Берлина в сторону дворца Шёнхаузен, расположенного в современном районе Нидершёнхаузен.

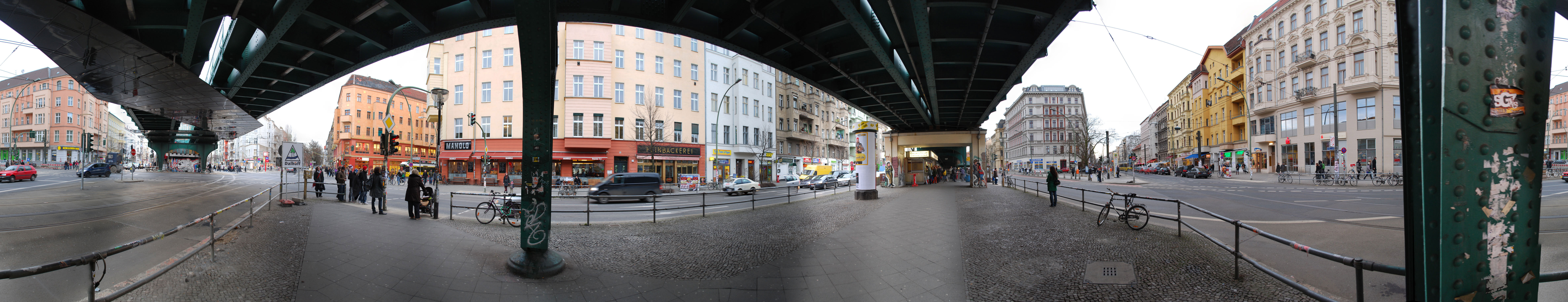
Современная панорама перекрёстка «Угол Шёнхаузер». Фото 2009 года

Этот район любят включать в свои киносценарии и современные авторы. В фильме «Лето на балконе» (2005 года) режиссёра Андреаса Дрезена главным местом действия стал Пренцлауэр-Берг.
Разные по форме балконы, лоджии, эркеры придают фасадам зданий особую привлекательность.
|  |  |  |
|  |  |  |

Большая часть зданий современного Пренцлауэр-Берга санирована и образует крупнейший модернизированный жилой массив Германии, построенный в эпоху грюндерства и до начала Первой мировой войны.

### Достопримечательности

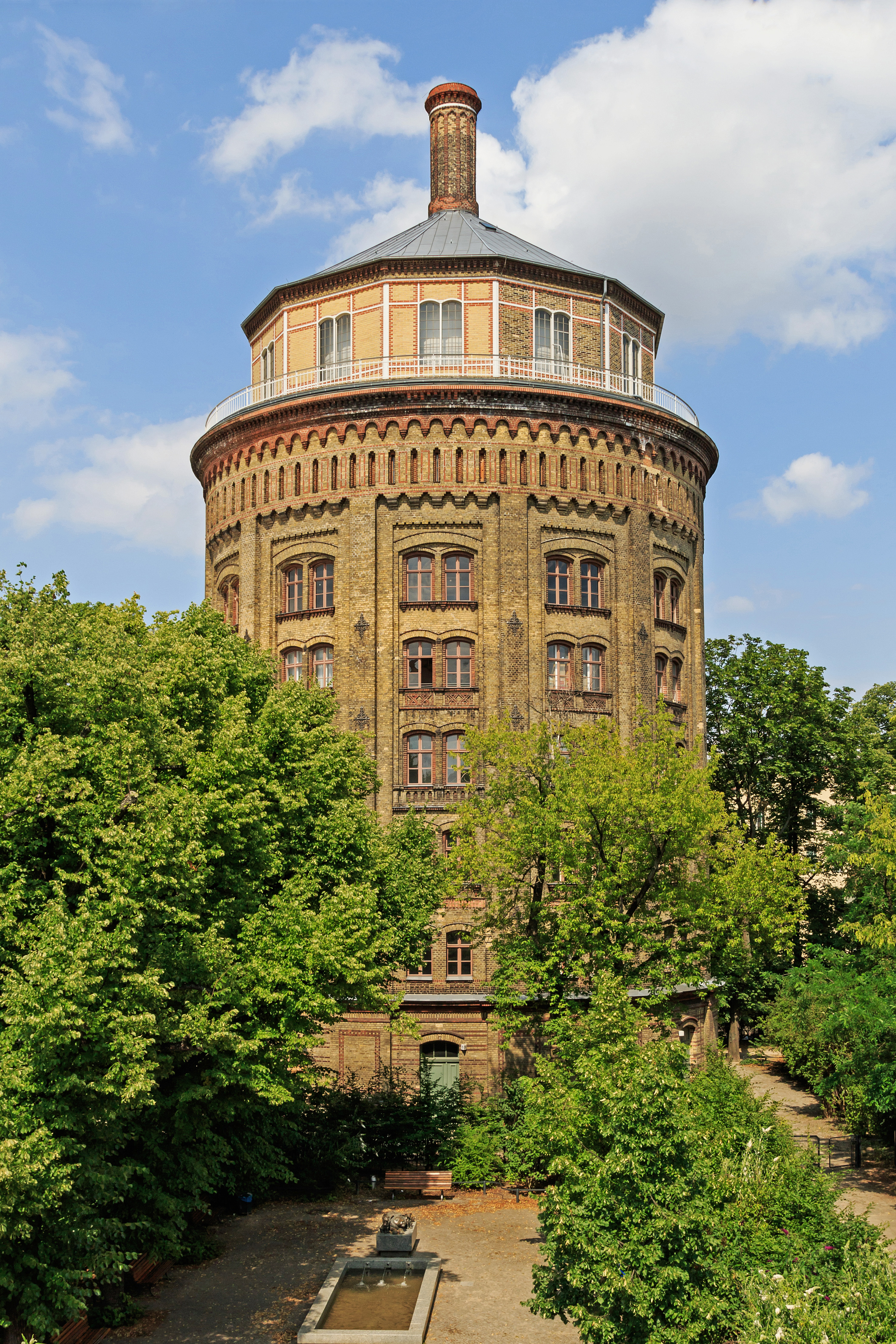
Водонапорная башня.
Фото 2015 года

В Пренцлауэр-Берге много уникальных мест, притягивающих внимание гостей города.
Водонапорная башня (нем. Wasserturm) на соединении Кнаакштрассе (нем. Knaackstraße) и Рикештрассе (нем. Rykestraße), построенная в 1877 году и использовавшаяся до 1952 года, была неофициальным символом Пренцлауэр-Берга с 1920 года и входила составной частью в его герб (с 1987 до 1992 года). В настоящее время в башне размещаются жилые помещения, а в прилегающем одноэтажном здании — детский сад.
Наиболее посещаемыми в Пренцлауэр-Берге являются Кольвицплац и Кольвицштрассе — площадь и улица, напрямую связанные с именами немецкой художницы Кете Кольвиц (1867—1945) и её мужа врача Карла Кольвица (1863—1940).
Дом, где с 1891 года жили супруги Кольвиц, относится к числу тех немногих зданий Пренцлауэр-Берга, которые были полностью уничтожены при бомбежке в последние годы войны, вместе со многими авторскими произведениями художницы. События личной жизни (сын Петер погиб во время Первой мировой войны, внук Петер — во время Второй мировой войны) особенно усилили трагический пафос произведений Кете Кольвиц.
Война преследует меня до конца…
 писала незадолго до смерти Кете Кольвиц, вынужденная покинуть любимый Берлин. Широко известны её литографии, офорты, графические циклы с их отчетливой антивоенной направленностью, а также скульптуры «Башня матерей» (1937), «Материнство» (1937), «Пьета» (1938).
|  |  |  |  |  |
|  |  |  |  |  |

Скульптурные группы «Мать с детьми» художница задумывала и воплощала по-разному в разные годы. Во внутреннем дворе районного Управления Пренцлауэр-Берга на Фрёбельштрассе (нем. Fröbelstaße) установлена композиция, выполненная ею из ракушечного известняка. Созданный в 1958 году скульптором Густавом Зейцем бронзовый памятник Кете Кольвиц украшает сквер на Кольвицплац.
Творческая дружба связывала Кете Кольвиц, начиная с Берлинского сецессиона, с художником-импрессионистом Максом Либерманом (годы жизни 1847—1935). В период национал-социализма именно Кете Кольвиц оказывала ему моральную поддержку в условиях начавшегося преследования евреев, хотя и сама подвергалась гонениям со стороны властей за пацифизм и вольномыслие.
Макс Либерман, почётный гражданин Берлина, жил в других районах столицы, но похоронен он именно в Пренцлауэр-Берге на старинном Еврейском кладбище, где есть могилы и других знаменитостей, например, известного композитора Джакомо Мейербера (годы жизни 1791—1864), политика и писателя Людвига Бамбергера (годы жизни 1823—1899) и других.
|  |  |  |
|  |  |  |

В Пренцлауэр-Берге жили в разное время многие известные личности, например, Густав Лангеншейдт (годы жизни 1832—1895), разработавший метод заочного обучения иностранным языкам и открывший своё издательство на Шёнхаузер-аллее; Макс Складановский (годы жизни 1863—1939), придумавший вместе с братом Эмилем аппарат Биоскоп (Bioskop) для показа движущейся фотографии и ставший одним из первых немецких кинопроизводителей. Во времена ГДР на Шёнхаузер-аллее жила Ангела Меркель, федеральный канцлер Германии с 2005 года.
Мраморный памятник изобретателю литографии Алоизу Зенефельдеру (годы жизни 1771—1834), созданный в 1892 году скульптором Рудольфом Поле (нем. Rudolf Pohle), украшает площадь имени изобретателя Зенефельдерплац (нем. Senefelderplatz).
На уличных перекрестках, в скверах и дворах Пренцлауэр-Берга много работ современных скульпторов, посвящённых простым людям с их повседневными радостями и заботами. Например, бронзовая композиция Штефана Хорота (нем. Stefan Horota) «Дети под зонтиком», созданная в 1967—1968 годы, установлена на углу Пренцлауэр-аллее (нем. Prenzlauer Allee) и Данцигер-штрассе (нем. Danziger Straße).
|  |  |  |  |  |
|  |  |  |  |  |

### Флора и фауна
К самым молодым зелёным массивам Пренцлауэр-Берга относится Мауэр-парк, а к старейшим — еврейское кладбище на Шёнхаузер-аллее. При новых озеленениях района выбираются выносливые породы деревьев: тополь, ясень, клен, липа, акация, ива и всевозможные кустарники. В скверах, парках и других зеленых зонах встречаются различные виды птиц: от воробьев, соловьев, синиц, щеглов, малиновок, зарянок, дятлов до поползня, пустельги и даже ястреба-тетеревятника. Часто можно встретить юрких белок, увидеть следы активности кротов. Под угрозой исчезновения оказались стрижи, летучие мыши и каменные куницы, которых ещё в 2005 году видели на крышах Кольвицкица.
|  |  |  |
|  |  |  |

### Экономика
Пренцлауэр-Берг был долгое время преимущественно рабочим районом города. История свидетельствует о хорошо развитом здесь в своё время производстве пива и табачных изделий, о заготовках мяса на большом скотном дворе со скотобойней, о наличии в районе крупного газоперерабатывающего завода и текстильного производства. На исторических открытках с видами Пренцлауэр-Берга привлекает внимание пивоварня Юлиуса Бётцова (нем. Brauerei von Julius Bötzow), примыкающая к хозяйской вилле с садом.
|  |  |  |
|  |  |  |

|  |  |  |
|  |  |  |

В наши дни в Пренцлауэр-Берге доминируют Культура,
Розничная торговля, Гастрономия. Если в 1991 году в районе было около 230-ти ресторанов и баров, то к 2010 году их стало уже более 600.
Отметивший в 2010 году свой 80-летний юбилей Коннопке-имбис под эстакадой у станции метро «Эберсвальдер-штрассе» (линии U2) известен в столице далеко за пределами своего района.
В Пренцлауэр-Берге часто открываются (иногда очень быстро и закрываются) новые галереи, магазины художников, музыкантов, дизайнеров моды, блошиные рынки (нем. Flohmarkt) и овощные базары с экологически выращенными продуктами.
Интернет-бум после 2000 года вызвал к жизни появление многих интернет-кафе, компьютерных курсов и различных фирм, специализирующихся на компьютерных технологиях.

### Население
Неудивительно, что первоначально основную социальную прослойку Пренцлауэр-Берга составляли жители рабоче-крестьянского происхождения.
Но уже в эпоху ГДР студенты начали определять новый образ Пренцлауэр-Берга, выдвигая различные культурные инициативы. После падения Берлинской стены район стал модным и известным особенно своей оживлённой ночной жизнью в многочисленных пабах, кафе и клубах.
Пренцлауэр-Берг часто называют экспериментальным полем новой Германии. Здесь многое довольно быстро меняется, в том числе и состав населения района, который за 20 лет после падения стены обновился на 80 %.
Крупных производственных предприятий в Пренцлауэр-Берге уже нет, активно работают в основном строительные фирмы, занятые переоборудованием и модернизацией жилого фонда. Коренные жители района нередко уезжают с насиженных мест из-за повышения арендной платы после капитального ремонта зданий.

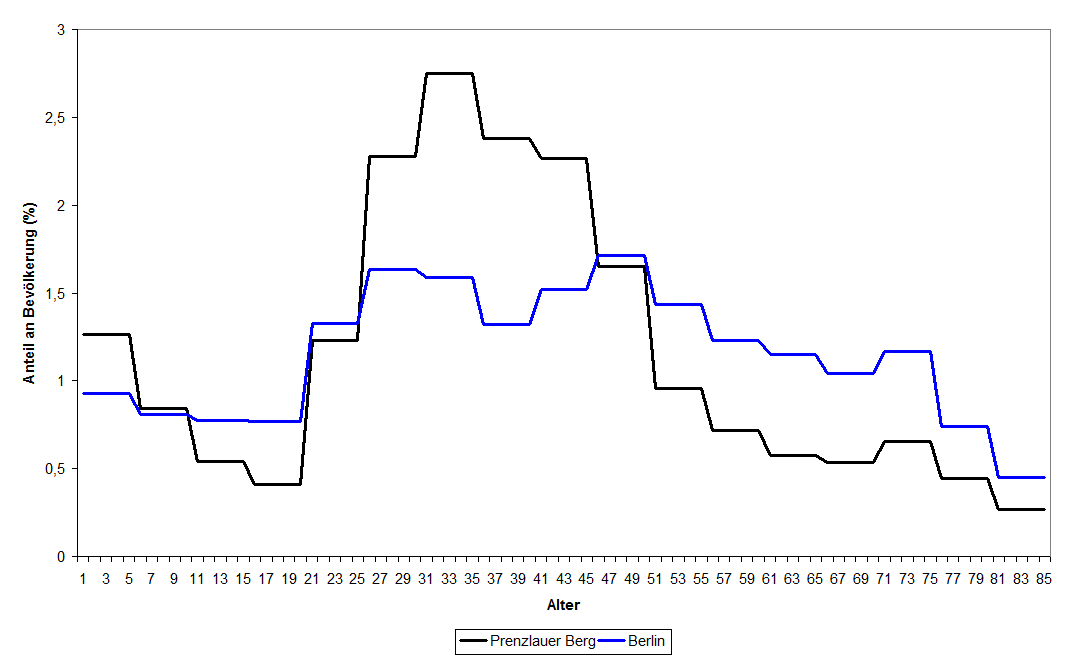
Чёрной линией обозначена возрастная структура населения Пренцлауэр-Берга, синей линией — Берлина в целом. Состояние на 31 декабря 2009 года

Общее число жителей района по состоянию на 31 декабря 2009 года — 142319 человек.
В Пренцлауэр-Берге проживает относительно много молодёжи. По сравнению с остальной частью Берлина в Пренцлауэр-Берге намного больше людей в возрасте от 20 до 44 лет (см. график). Именно здесь особенно бросается в глаза так называемый бэби-бум, на игровых детских площадках постоянно царит оживление.
С начала 1990 года к настоящему времени в районе удвоилось число жителей с высшим образованием, вырос процент иностранцев, расширилась занятость населения в сфере обслуживания. Пренцлауэр-Берг издавна изобиловал барами и ресторанами для рабочих и подмастерьев, клерков и мелких торговцев, которые здесь тогда селились. В наши дни с обновлением населения района резко возросло число гастрономических заведений со своей национальной спецификой, например русский ресторан «Пастернак» на Кнаакштрассе, греческая таверна «Аполлон» на Данцигер-штрассе, итальянская траттория «Папарацци» на Хуземанштрассе, африканский «Массай» и индийский «Гималайан» на Люхинерштрассе и т. д и т. п.
Долгое время большинство жителей Пренцлауэр-Берга говорило на берлинском диалекте (Berlinisch). Сейчас смешение разнонациональных групп и повышение образовательного ценза жителей существенно ослабляет этот диалектный оттенок речи.
Встречающаяся характеристика Пренцлауэр-Берга как богемного района объясняется тем, что здесь попрежнему живёт много людей творческих профессий, студентов, иностранцев, безработных. Однако богемный имидж района постепенно стирается. С середины 2000 года резко возрос спрос на жилье в Пренцлауэр-Берге. Последние пустовавшие жилые площади перестраиваются, ремонтируются, модернизируются, и сюда всё чаще вселяются состоятельные люди с иными жизненными ценностями.

### Образование

Схема учебных заведений в Германии

В Пренцлауэр-Берге можно найти примеры практически всех ступеней непрерывного образования — от раннего детства до преклонного возраста. Наиболее массовыми являются: Начальная школа (Grundschule), Общеобразовательная школа (Hauptschule), Реальное училище (Realschule), Гимназия (Gymnasium). Наряду с учебными заведениями муниципальной подчинённости в районе есть выбор различных частных детских садов, школ и гимназий. Профиль их варьируется от общеобразовательных до специализированных — музыкальные, художественные, спортивные и прочие. Например, поблизости от Велодрома на Конрад-Бленке-штрассе (Conrad-Blenkle-Straße) находится спортивная гимназия имени Пьера де Кубертена (Coubertin-Gymnasium).
Есть в Пренцлауэр-Берге на Зенефельдерштрассе (Senefelderstraße) специализированный детский музей (нем. Museum für Kinder MACHmit!), в котором предлагается для совместной работы с детьми масса интересных инициатив. Пресса об этом музее доступна на его официальном сайте.
С примером музейной педагогики можно познакомиться также в Музее дизайна (нем. Vitra Design Museum), который открылся на Копенгагенер-штрассе (нем. Kopenhagener Straße) в здании бывшей трансформаторной станции в 2000 году. Здесь с разными возрастными группами проводятся занятия, развивающие воображение, рациональное мышление, навыки ручного труда, организуются семинары и выездные творческие мастерские.
Для обучения и переобучения взрослых, кроме общедоступного Народного университета (Volkshochschule) на Пренцлауэр-аллее (Prenzlauer Allee), есть масса различных специализированных центров и курсов повышения квалификации.

### Участие в политике
В период национал-социализма рабочий класс Пренцлауэр-Берга был главным оплотом сопротивления. Именами известных антифашистов, жертвоваших своей жизнью в рядах участников Движения Сопротивления, названы многие улицы этого района.
В конце 1980-х годов самые разные группы населения Пренцлауэр-Берга активно участвовали в массовых демонстрациях, требуя гражданских прав и свобод, настаивая на открытии границ с Западным Берлином. В это время местом встреч активистов свободомыслия была Гефсиманская церковь на Штаргартер-штрассе (Stargarder Straße).
|  |  |  |  |  |  |  |
|  |  |  |  |  |  |  |

Вслед за падением стены в районе опустело много зданий. На смену перебравшимся на запад местным жителям в их пустующие квартиры самовольно вселялась молодёжь, зачастую выходцы из разных стран мира.
В 1990-е годы молодёжные тусовки во время Вальпургиевой ночи (30-го апреля) на Кольвицплац и в Мауэрпарке нередко перерастали в спонтанные протесты против обуржуазивания района, что сопровождалось беспорядками с поджогами машин. Кроме вмешательства полиции приходилось вызывать и пожарных. На Одербергер-штрассе (Oderberger Straße) находится старейшая в Германии, действующая с 1883 года пожарная часть.

### Спорт

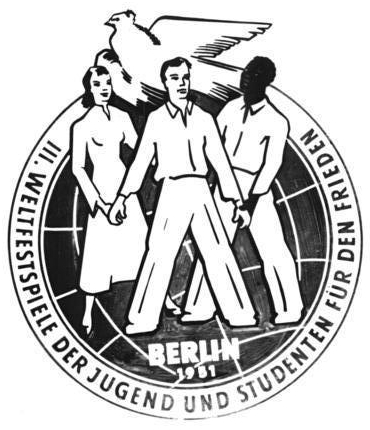
Эмблема III Всемирного фестиваля молодёжи и студентов. Берлин, 1951

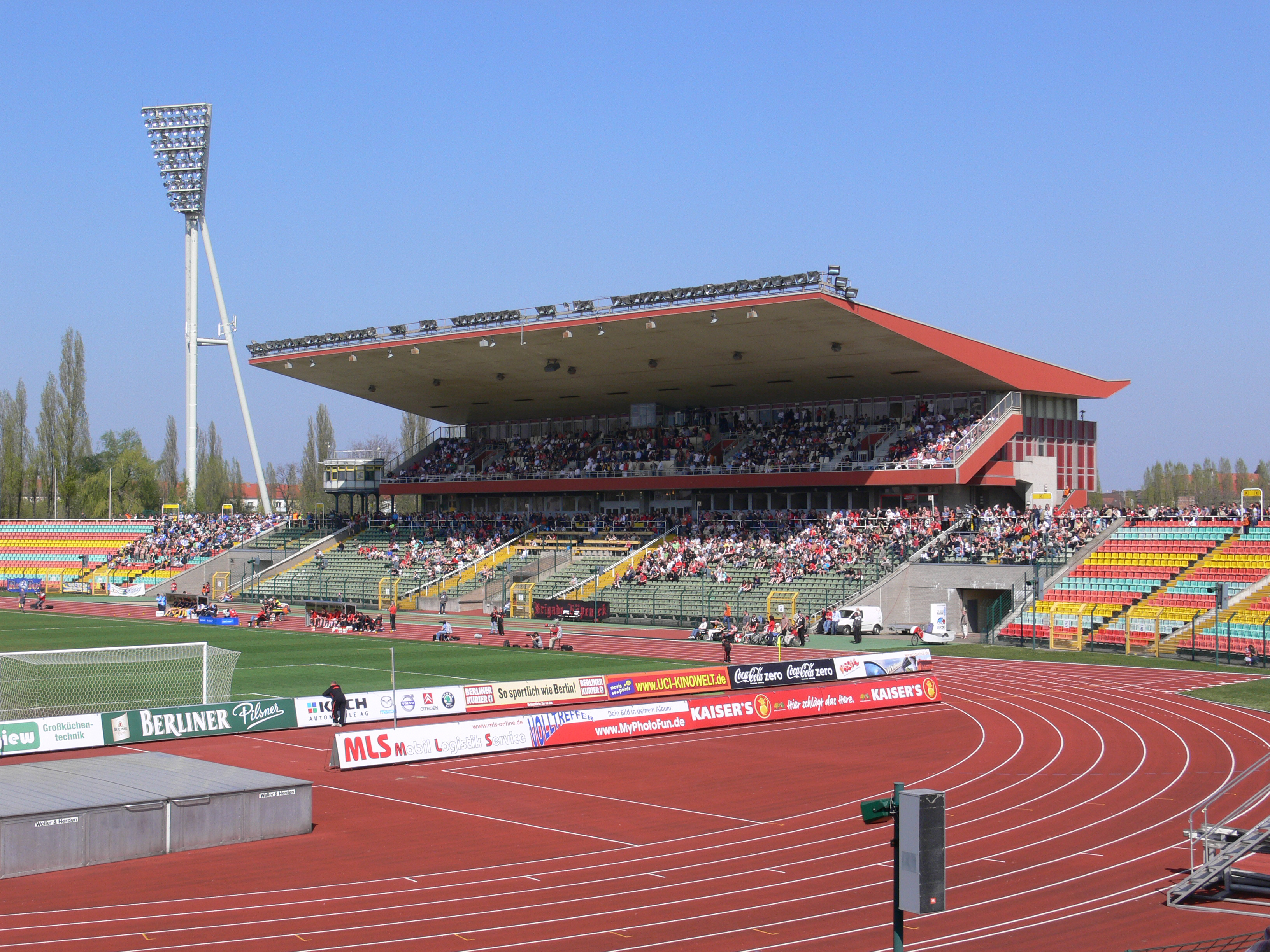
Фридрих-Людвиг-Ян-Спортпарк (Friedrich-Ludwig-Jahn-Sportpark). Фото 2009

Во времена ГДР на западе Пренцлауэр-Берга между улицами Эберсвальдер-штрассе и Гляйм-штрассе было завершено строительство спортивного парка с крупнейшим стадионом Восточного Берлина к открытию III Всемирного фестиваля молодёжи и студентов в августе 1951 года. В следующем году этот парк получил название «Фридрих-Людвиг-Ян-Спортпарк» по случаю столетнего юбилея со дня смерти инициатора немецкого гимнастического движения — Фридриха-Людвига-Яна (нем. Friedrich-Ludwig-Jahn) (годы жизни 1778—1852). В июне 1963 года здесь состоялся первый «Олимпийский день легкой атлетики» (нем. «Olympische Tag der Leichtathletik») по примеру проходивших с 1955 года легкоатлетических праздников в Западном Берлине на Олимпийском стадионе. После объединения Германии в период реконструкции Олимпийского стадиона международные легкоатлетические соревнования проходили именно во Фридрих-Людвиг-Ян-Спортпарке (в 2002 и 2003 годы). Как и на других больших спортивных площадках, здесь нередко устраивают различные культурные празднества, выступают с концертами популярные артисты.

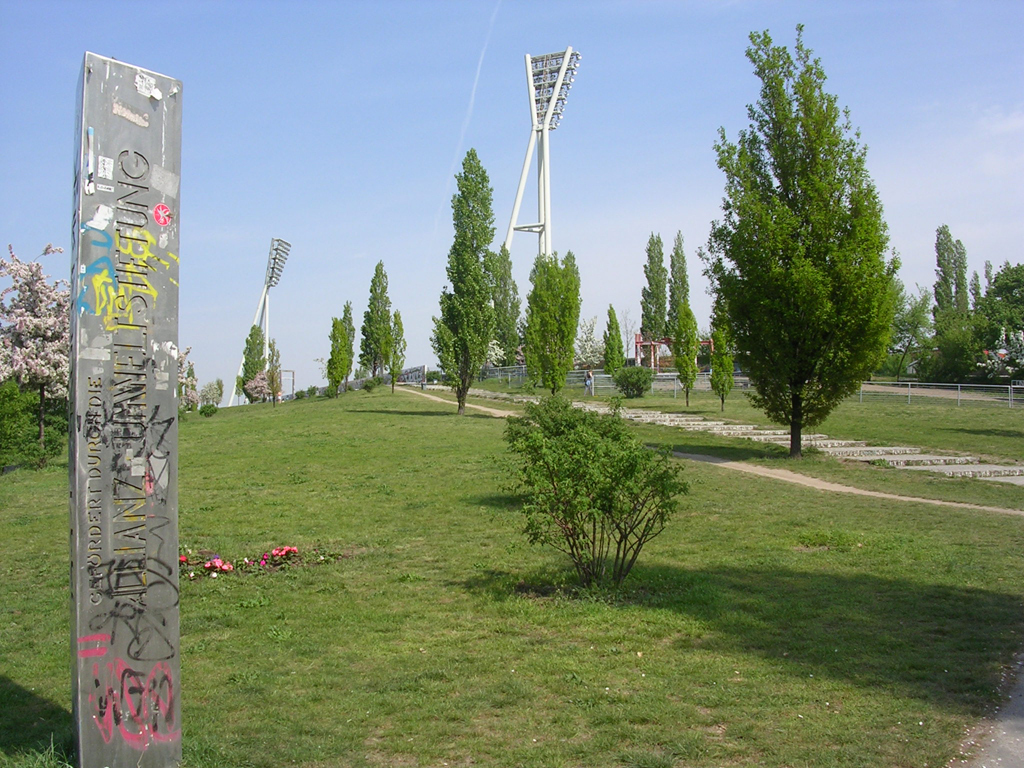
Мауэрпарк (Mauerpark) на отрезке Берлинской стены. Фото 2005

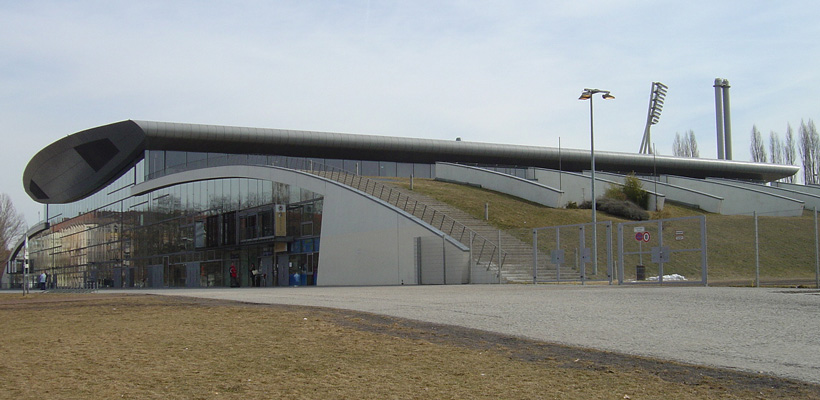
Макс-Шмелинг-халле в Мауэрпарке. Фото 2006

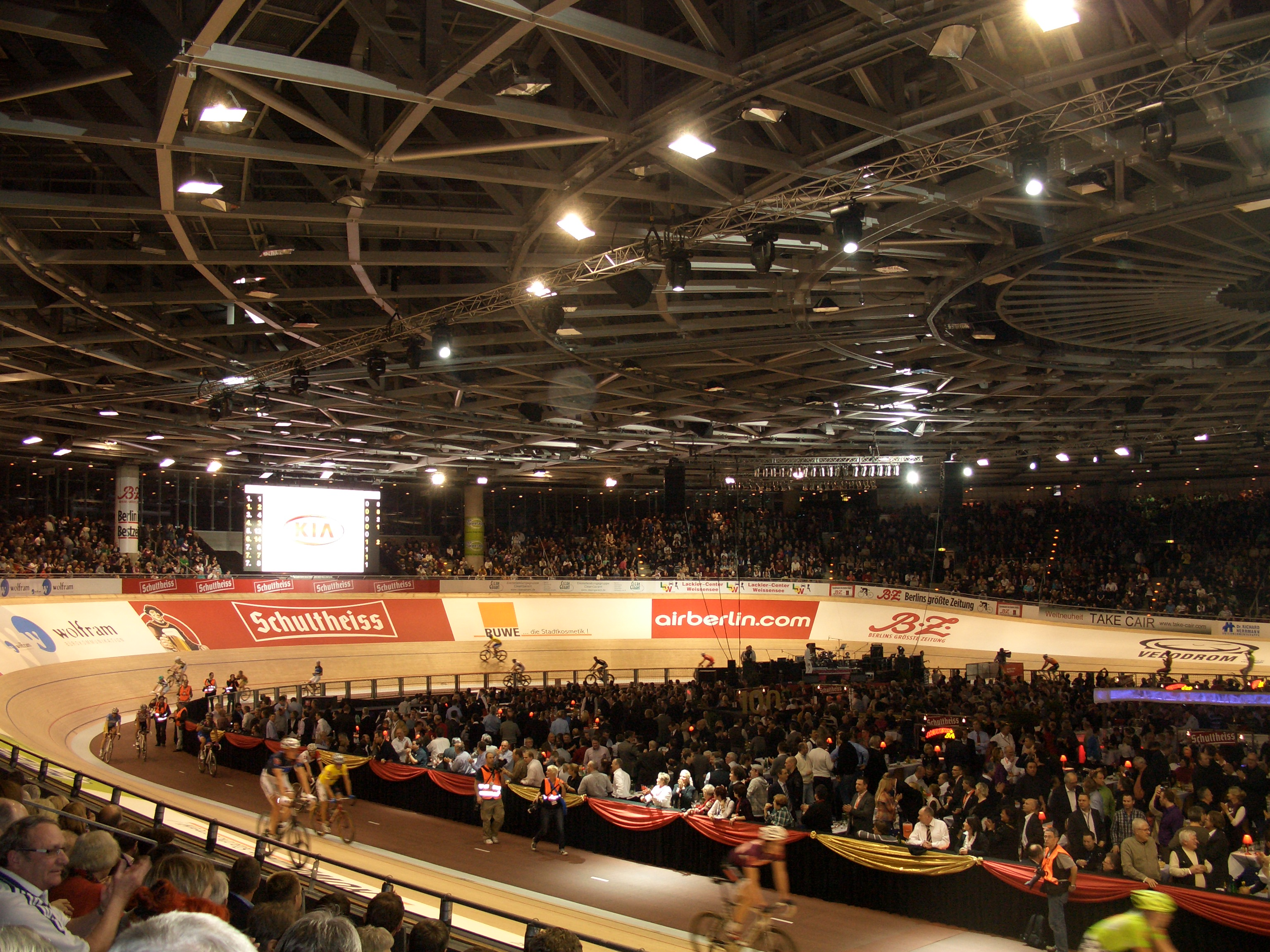
Велодром изнутри. Шестидневные гонки. Фото 2011

Непосредственно к Фридрих-Людвиг-Ян-Спортпарку примыкает Мауэрпарк (нем. Mauerpark), созданный после падения Берлинской стены на отрезке, отделявшем Пренцлауэр-Берг от соседнего западного района Веддинг. Мауэрпарк стал популярным местом молодёжных встреч и семейного отдыха. Здесь есть разные спортивно-игровые площадки для детей и молодёжи, посетителям парка охотно демонстрируют свои любительские умения жонглеры, музыканты, художники.
Практически на территории Мауэрпарка находится Макс-Шмелинг-халле (нем. Max-Schmeling-Halle) — спорткомплекс имени боксёра Макса Шмелинга (годы жизни 1905—2005). Здесь проходят товарищеские встречи и международные соревнования в различных видах спорта, устраиваются концерты. В Макс-Шмелинг-халле с гастролями выступали Мадонна, Бейонсе и другие.
Кроме перечисленных спортивных сооружений, расположенных в западной части района, также и в восточной части Пренцлауэр-Берга появились важные для всего Берлина спортивные комплексы. На Ландсбергер-аллее возле одноимённой станции Берлинской городской электрички (нем. S-Bahnhof Landsberger Allee) в непосредственной близости друг от друга выстроены кольцевой велодром и водный комплекс с плавательным бассейном и вышкой для прыжков в воду. Проекты этих спортивных сооружений были разработаны в 1992 году французским архитектором Домиником Перро (фр. Dominique Perrault). Велотрек длиною в 250 метров, благодаря особому покрытию, считается одним из самых быстрых в мире.
Трибуны велодрома вмещают до 12 тысяч зрителей. Здесь происходят не только спортивные, но и культурные события, выступают с концертами известные певцы, музыкальные коллективы, например: Робби Уильямс, Tokio Hotel и многие другие.

## Членение района

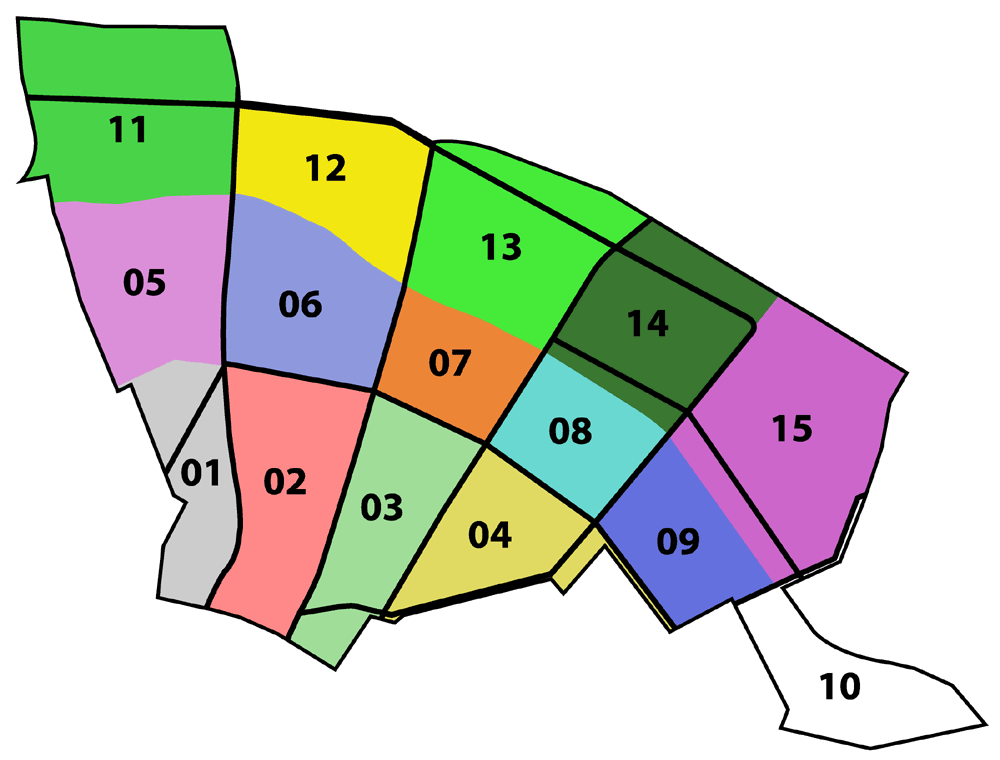
Микрорайоны Пренцлауэр-Берга
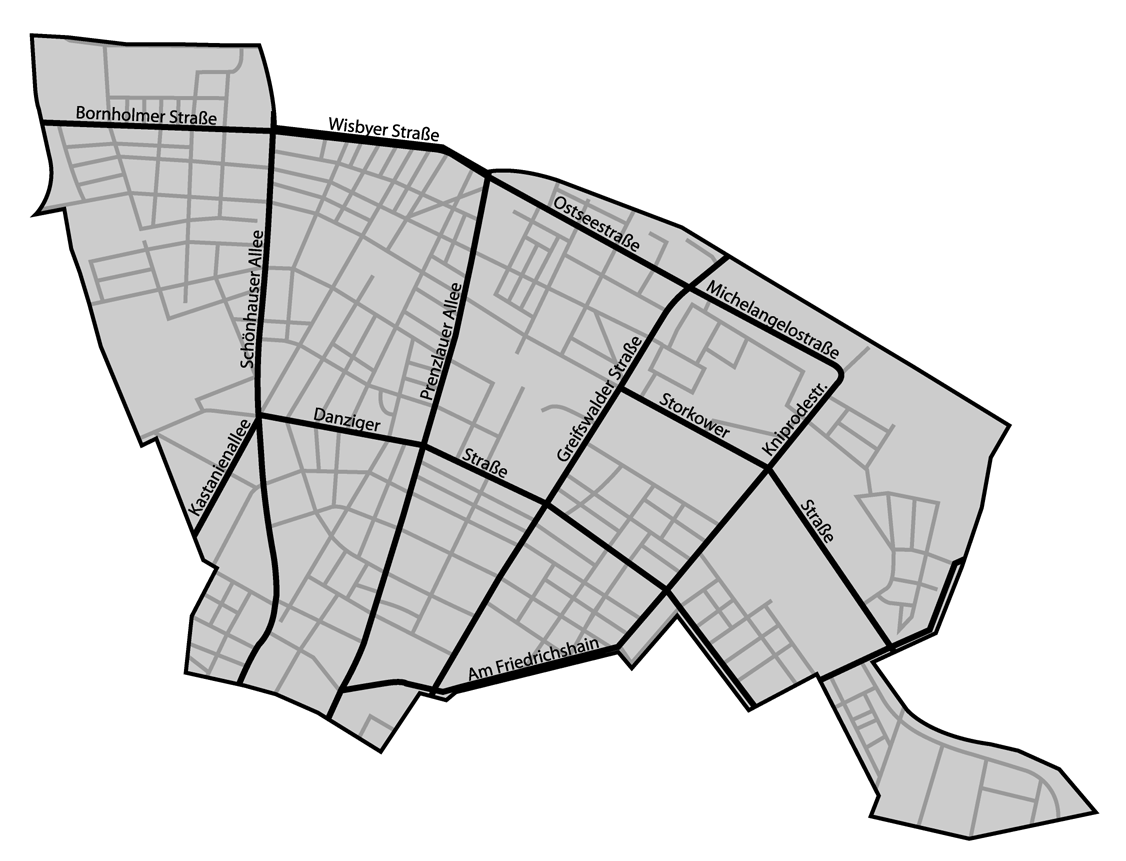
Сеть улиц в Пренцлауэр-Берге

Судя по схематичному изображению уличной сети, членение района можно назвать радиально-кольцевым. В сторону Александерплац к центру Восточного Берлина идут лучами, как меридианы, старинные дороги — нынешние улицы: Шведтер-штрассе (нем. Schwedter Straße), Шёнхаузер-аллея (нем. Schönhauser Allee), Пренцлауэр-аллея (Prenzlauer Allee), Грайфсвальдер-штрассе (нем. Greifswalder Straße), Книпродештрассе (нем. Kniprodestraße), Ландсбергер-аллея (нем. Landsberger Allee).
Напоминая географические параллели, их пересекают улицы: Торштрассе (на южной границе района), Данцигер-штрассе (в центральной части района) и переходящие одна в другую улицы Борнхольмер-штрассе, Визбайер-штрассе, Остзеештрассе и Микельанджелоштрассе (на севере района).
Несмотря на не слишком обширную площадь (11 км²), Пренцлауэр-Берг подразделяется на 15 микрорайонов, которые здесь именуются труднопереводимым термином «киц» (нем. Kiez, прежнее написание — Kietz). Считается, что это слово имеет славянское происхождение (от «chyza» = хата или дом) и подразумевает неформальную привязанность обитателей района к своему месту проживания. Окончание «киц» встречается даже в названиях микрорайонов, связанных с именами известных личностей Кольвиц+киц (нем. Kollwitzkiez), Гельмгольц+киц (нем. Helmholtzkiez).
Членение Пренцлауэр-Берга на микрорайоны не имеет административного значения, но в обиходе играет важную роль.
| Южнее улицы Данцигер-штрассе (Danziger Straße), переходящей в Эберсвальдер-штрассе (Eberswalder Straße) | |
| 01 | Территория вокруг Тойтобургер-плац (Teutoburger Platz) и северной части Кастаниеналлеи (Kastanienallee) |
| 02 | Кольвицкиц (Kollwitzkiez) вокруг Кольвицплат (Kollwitzplatz). |
| 03 | Винсфиртель (Winsviertel) вокруг Винсштрассе (Winsstraße) |
| 04 | Непосредственно примыкающий к народному парку Фридрихсхайн Бётцовфиртель (Bötzowviertel), Вокруг Бётцовштрассе (Bötzowstraße) и Арнсвальдер-плац (Arnswalder Platz)                                                                                               |
| Южнее кольцевой линии (Ringbahn S41— S42) Берлинской городской электрички                               | |
| 05 | Гляймфиртель (Gleimviertel) вокруг Гляймштрассе (Gleimstraße) и Фалькплац (Falkplatz). |
| 06 | Гельмгольцкиц (Helmholtzkiez) вокруг Гельмгольцплац (Helmholtzplatz) и Паппельаллеи (Pappelallee). Этот квартал называют в шутку ЛСД-фиртель (LSD-Viertel) по начальным буквам прилегающих улиц Люхинер (Lychener), Шлиман (Schliemann) и Дункер (Dunckerstraße). |
| 07 | Эрнст-Тельман-парк (Ernst-Thälmann-Park) с выстроенным здесь в 1980-е годы жилым массивом и Планетарием. |
| 08 | «Зелёный город» (нем. Grüne Stadt) с постройками 1930-х годов вблизи Антон-Зефков-парка (Anton-Saefkow-Park), названного в честь участника Движения Сопротивления антифашиста Антона Зефкова.                                                                     |
| 09 | Велодром и жилой массив вокруг Конрад-Бленке-штрассе (Conrad-Blenkle-Straße), названной в честь Конрада Бленке — участника Движения Сопротивления. |
| 10 | Территория бывшей скотобойни. |
| Севернее кольцевой линии (Ringbahn S41— S42) Берлинской городской электрички                            | |
| 11 | Северный квартал (Nordische Viertel) вокруг Арнимплац (нем. Arnimplatz). |
| 12 | Территория вокруг Хуманнплац (Humannplatz) и Штальхаймер-штрассе (Stahlheimer Straße). |
| 13 | Появившийся в 1920-е — 1950-е годы жилой массив между Остзеештрассе (Ostseestraße) и Грельштрассе (Grellstraße). |
| 14 | Территория крупнопанельного домостроения, прилегающая к Грайфсвальдер-штрассе (Greifswalder Straße) и Микельанджелоштрассе (Michelangelostraße). |
| 15 | «Цветочный квартал» (нем. Blumenviertel) вокруг Зюрингенплац (Syringenplatz), состоящий частично из особняков и частных домов, примыкающий к западной части народного парка Пренцлауэр-Берг (Volkspark Prenzlauer Berg).                                          |

## Транспорт
Городская транспортная сеть района достаточно хорошо развита. Берлинский метрополитен U-Bahn (сокращение от нем. Untergrundbahn) представлен на территории района только одной линией U2, которая тянется из северо-восточного округа Панков через центр Берлина в западный округ Шарлоттенбург-Вильмерсдорф. Это одна из старейших линий метро, начавшая функционировать в 1902 году на первых отрезках в центре города, а с 1913 года появившаяся в Пренцлауэр-Берге. Между станциями метро Шёнхаузер-аллее и Эберсвальдер-штрассе линия U2 выходит из под земли на поверхность и выглядит как эстакадный транспорт.
К северу от Данцигер-штрассе проходит кольцевая линия скоростной Берлинской городской электрички (S41 / S42) — S-Bahn (сокращение от нем. Schnellbahn). На территории Пренцлауэр-Берга эта линия имеет пять остановок: Шёнхаузер-аллее (Schönhauser Allee), Пренцлауэр-аллее (Prenzlauer Allee), Грайфсвальдер-штрассе (Greifswalder Straße), Ландсбергер-аллее (Landsberger Allee) и Шторковер-штрассе (Storkower Straße). Кроме кольцевой линии (S41 / S42), через эти же станции проходят две другие линии электричек: с северо-востока на юго-восток до аэропорта Шёнефельд линия S9 (Blankenburg — Flughafen Berlin-Schönefeld), а с северо-запада на юго-восток линия S85 (Waidmannslust — Schöneweide — Grünau).
В районе проходит также несколько линий Берлинского трамвая (M1, M2, M4, M5, M6, M8, M10, M12, M13) — (нем. Straßenbahn Berlin) и несколько автобусных маршрутов: 156, 200, 340.